# Cirsium

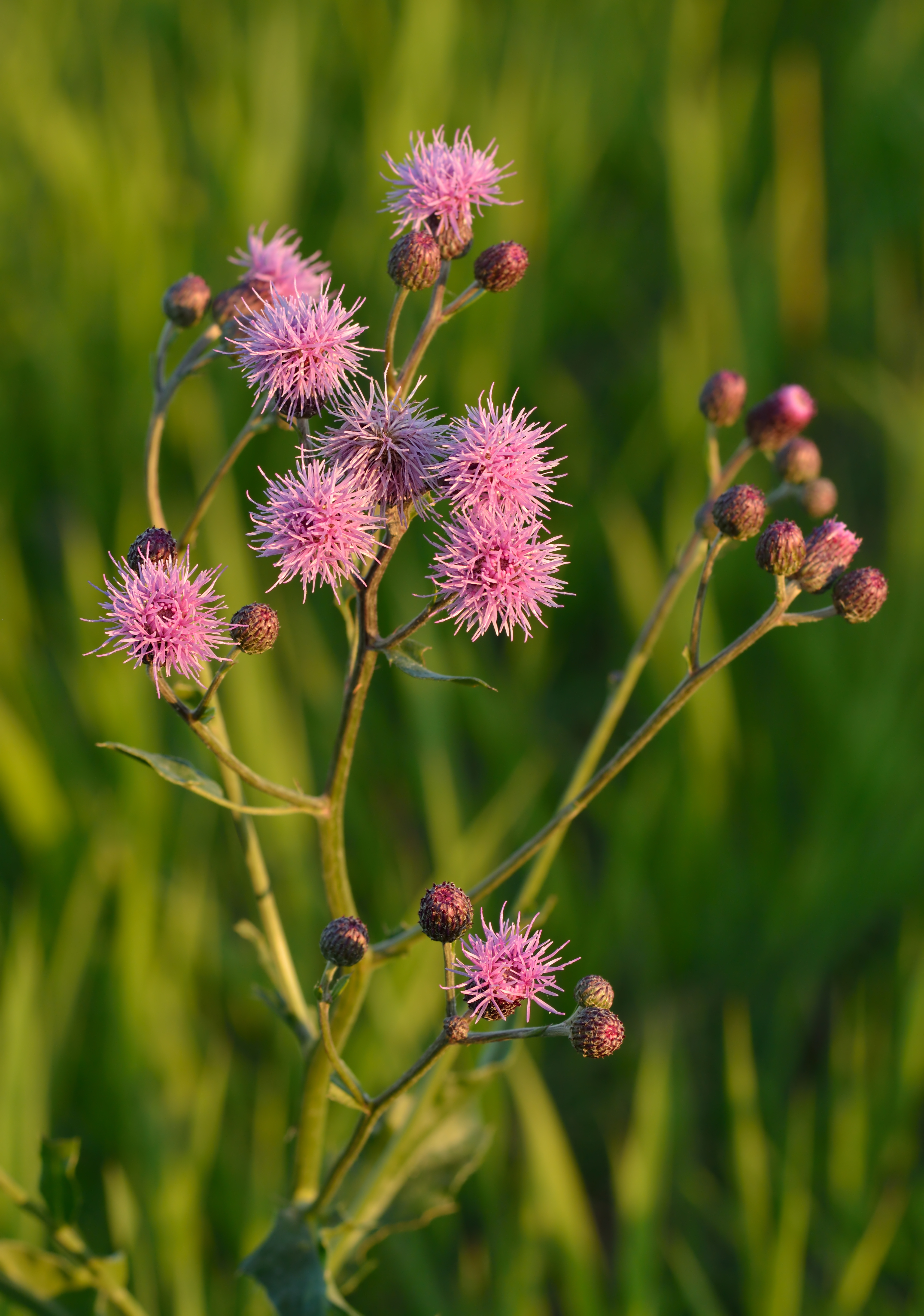
Cirsium arvense

Cirsium es un género de plantas herbáceas espinosas conocidas habitualmente como cardos, entre otros nombres comunes, de la familia Asteraceae. Comprende más de 2.850 taxones específicos e infraespecíficos descritos y, de estos, solo unos 550 aceptados.

## Descripción
Son plantas herbáceas espinosas anuales o perennes que pueden llegar hasta 4 m de altura. Los tallos son simples o ramificados, a veces con alas espinosas. Las hojas son 1-3 pinadas, glabras o densamente tomentosas. Los capítulos pueden ser solitarios o bien organizados en racimos, espiga, panículas o corimbos. El involucro, ovoide/esférico, tiene de 1 hasta 8 cm, con brácteas en 5-20 filas, erectas y habitualmente con ápice espinoso, excepto las internas. En numerosas especies tienen glándulas resiníferas. El receptáculo es llano o convexo, muy escamoso. Los flósculos van desde un color blanco hasta púrpura, pasando por rosa, rojo o amarillo. Tienen tubos de largos y finos. Los frutos son  (cipselas) lisas y glabras con vilano persistente o caduco en 3-5 series de numerosas cerdas aplanadas, plumosas o denticuladas, unidas en la base en un anillo.

## Distribución
Cosmopolita. El género tiene pocos representantes nativos en Norteamérica, donde las especies introducidas desde Eurasia son un plaga en muchas zonas. Ocupa absolutamente todos los hábitats, desde selva hasta desiertos, y desde playas hasta alta montaña y desde el trópico  hasta latitudes boreales.

## Taxonomía
El género fue creado y descrito por vez primera en The Gardeners Dictionary,(ed. 4), p. 334 en 1754  por Philip Miller. La especie tipo es: Cirsium heterophyllum (L.) Mill., cuyo basiónimo es Carduus heterophyllus L., 1753 y con el lectotipo designado por Nathaniel Lord Britton Addison Brown en An Illustrated Flora of the Northern United States, ed. 2, 3, n.º 104, p. 548, 1913.  
Etimología
Cirsium: nombre genérico que deriva de la palabra latína cirsĭŏn, -ĭi —del griego χιρσός, -ον, "varices"—  vocablo que usa Plinio el Viejo (Naturalis Historia, 27, 61) para identificar un cardo que se utiliza para el tratamiento de este tipo de dolencia. En los tiempos modernos, el botánico francés Tournefort (1656 - 1708) ha derivado el nombre Cirsium.

## Sinónimos
- Cephalonoplos (Neck. ex DC.) Fourr.
- Onotrophe Cass.
- Lophiolepis (Cass.) Cass.
- Eriolepis Cass.
- Acarna Hill
- Breea Less.
- Cephalanophlos Fourr.
- Erythrolaena Sweet
- Cnicus L. p.p.
- Cephalanoplos Neck.
- Epitrachys (DC. ex Duby) K.Koch
- Hemisteptia Bunge
- Echenais Cass.
- Orthocentron (Cass.) Cass.[2]

## Especies
Especies seleccionadas
- Cirsium acaule Scop.
- Cirsium albicans Willk.
- Cirsium arizonicum  (A.Gray) Petr.
- Cirsium arvense (L.) Scop.
- Cirsium canum (L.) All.
- Cirsium carniolicum Scop.
- Cirsium discolor (Muhl. ex Willd.) Spreng.
- Cirsium dissectum (L.) Hill
- Cirsium echinatum (Desf.) DC.
- Cirsium edule Nutt.
- Cirsium effusum Matsum.
- Cirsium eriophorum (L.) Scop.
- Cirsium fontinale Jeps.
- Cirsium helenioides (L.) Hill
- Cirsium heterophyllum (L.) Hill
- Cirsium lanceolatum (L.) Hill
- Cirsium mexicanum D.C.
- Cirsium monspessulanum (L.) Hill
- Cirsium montanum (Waldst. & Kit. ex Willd.) Spreng.
- Cirsium neomexicanum A.Gray
- Cirsium occidentale (Nutt.) Jeps.
- Cirsium oleraceum (L.) Scop.
- Cirsium palustre (L.) Scop.
- Cirsium quercetorum (A.Gray) Jeps.
- Cirsium rivulare (Jacq.) All.
- Cirsium scabrum (Poir.) Bonnet & Barratte
- Cirsium spinosissimum (L.) Scop.
- Cirsium tuberosum (L.) All.
- Cirsium vulgare (Savi) Ten.

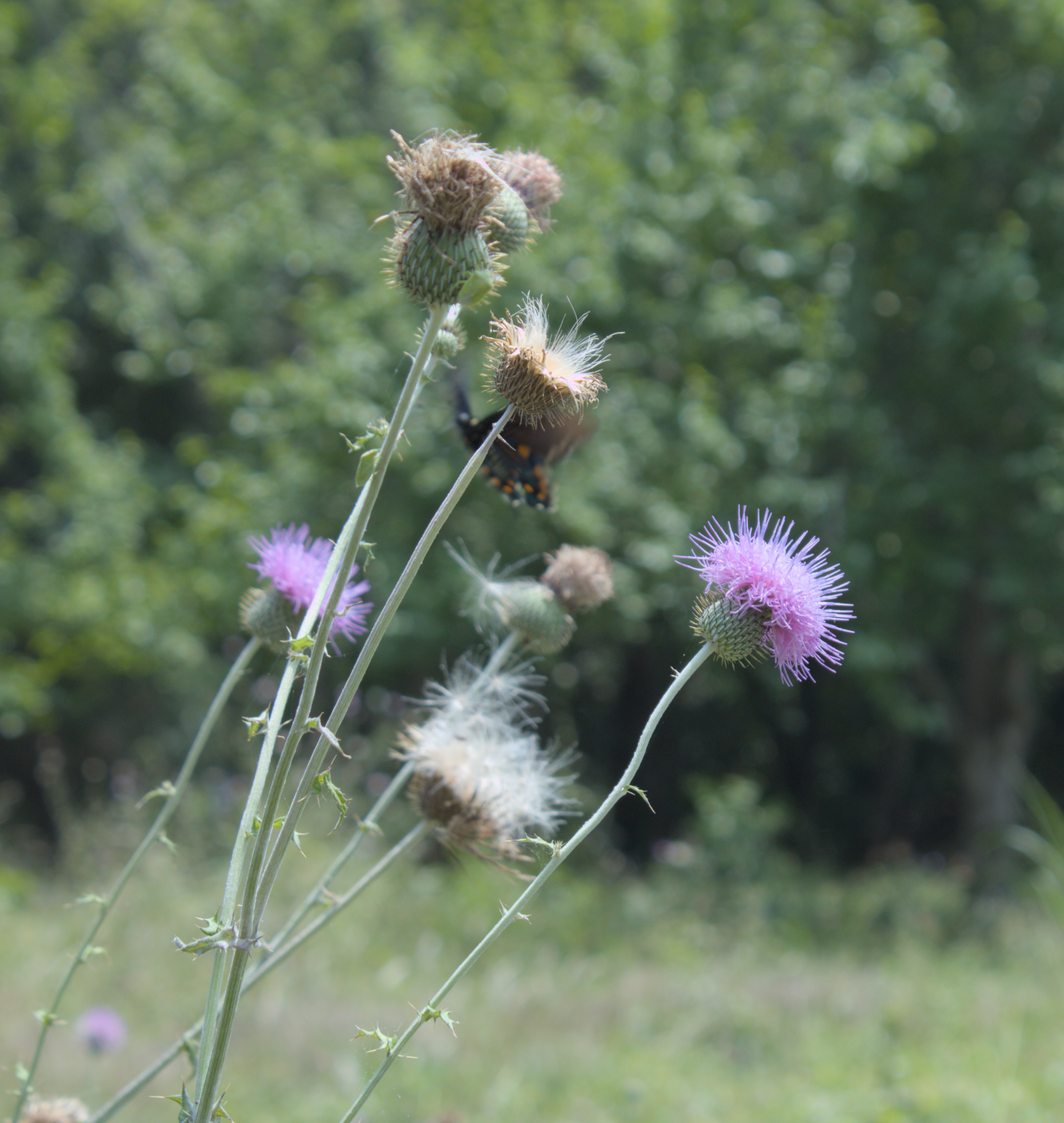
Cirsium texanum

Lista completa de todos los taxones específicos, infraespecíficos descritos y sus sinonimias en The Plant List.

### Taxones presentes en España
Especies y subespecies:
- Cirsium acaulon (L.) Scop.
  - Cirsium acaulon subsp. gregarium (Boiss. ex DC.) Talavera
- Cirsium arvense (L.) Scop.
- Cirsium carniolicum Scop.
  - Cirsium carniolicum subsp. rufescens (DC.) P.Fourn.
- Cirsium echinatum (Desf.) DC. in Lam. & DC.
- Cirsium eriophorum (L.) Scop.
- Cirsium erisithales (Jacq.) Scop.
- Cirsium ferox (L.) DC. in Lam. & DC.
- Cirsium filipendulum Lange
- Cirsium gaditanum Talavera & Valdés
- Cirsium glabrum DC. in Lam. & DCirsium
- Cirsium heterophyllum (L.) Hill
- Cirsium latifolium Lowe
- Cirsium monspessulanum (L.) Hill
- Cirsium odontolepis DC.
- Cirsium oleraceum (L.) Scop.
- Cirsium palustre (L.) Scop.
- Cirsium pannonicum (L.fil.) Link
- Cirsium pyrenaicum (Jacq.) All.
- Cirsium richterianum Gillot
  - Cirsium richterianum subsp. costae (Sennen & Pau) Talavera & Valdés
  - Cirsium richterianum subsp. giraudiasii (Sennen & Pau) Talavera & Valdés
  - Cirsium richterianum subsp. richterianum Gillot
- Cirsium rivulare (Jacq.) All.
- Cirsium rosulatum Talavera & Valdés
- Cirsium scabrum (Poir.) Bonnet & Barratte
- Cirsium tuberosum (L.) All.
- Cirsium valdespinulosum (Sennen) Sennen
- Cirsium valentinum Porta & Rigo
- Cirsium vulgare (Savi) Ten.
- Cirsium welwitschii Coss.[6][7]

Híbridos:
- Cirsium acaulon x Cirsium erisithales
- Cirsium acaulon x Cirsium heterophyllum
- Cirsium acaulon x Cirsium monspessulanum
- Cirsium acaulon x Cirsium palustre
- Cirsium acaulon x Cirsium rivulare
- Cirsium acaulon x Cirsium tuberosum
- Cirsium acaulon x Cirsium valdespinulosum
- Cirsium acaulon subsp. gregarium x Cirsium pyrenaicum
- Cirsium carniolicum subsp. rufescens x Cirsium palustre
- Cirsium erisithales x Cirsium oleraceum
- Cirsium erisithales x Cirsium palustre
- Cirsium filipendulum x Cirsium palustre
- Cirsium glabrum x Cirsium monspessulanum
- Cirsium heterophyllum x Cirsium rivulare
- Cirsium monspessulanum x Cirsium palustre
- Cirsium monspessulanum x Cirsium rivulare
- Cirsium monspessulanum x Cirsium tuberosum
- Cirsium oleraceum x Cirsium palustre
- Cirsium oleraceum x Cirsium rivulare
- Cirsium palustre x Cirsium rivulare
- Cirsium palustre x Cirsium tuberosum
- Cirsium pannonicum x Cirsium pyrenaicum
- Cirsium pyrenaicum x Cirsium tuberosum[7]